# Carlos Enrique Díaz de León
Carlos Enrique Díaz de León (ur. 1915, zm. 2014) – gwatemalski pułkownik, dowódca sił zbrojnych w administracji prezydenta Jacobo Arbenza Guzmana, tymczasowy prezydent Gwatemali przez jeden dzień od 27 do 28 czerwca 1954 roku, mianowany przez Arbenza, który ustąpił w wyniku zamachu stanu (operacji PBSUCCES), dowodzonego przez pułkownika Carlosa Castillo Armasa. Po opanowaniu stolicy Gwatemali przez wojsko Armasa Diaz stracił stanowisko po tym, jak odmówił podporządkowania się nowym władzom.